# Milenko Novaković
Milenko Novaković (in serbo Миленко Новаковић?; 10 aprile 1929) è un ex cestista e allenatore di pallacanestro jugoslavo.

## Carriera
Con la Jugoslavia ha disputato i Campionati mondiali del 1950.